# آلیسا سادرلند
آلیسا سادرلند (انگلیسی: Alyssa Sutherland؛ زادهٔ ۲۳ سپتامبر ۱۹۸۲) بازیگر و مانکن اهل استرالیا است.
از فیلم‌ها یا برنامه‌های تلویزیونی که وی در آن نقش داشته‌است، می‌توان به وایکینگ‌ها و اشاره کرد.

## گزیدهٔ فیلم‌شناسی

### سینما
- شیطان پرادا می‌پوشد (۲۰۰۶)
- آربیتراژ (۲۰۱۲)
- مرده شریر برمی‌خیزد (۲۰۲۳)

### تلویزیون
- وایکینگ‌ها (۲۰۱۶–۲۰۱۳)
- مه (۲۰۱۷)